# Artur Kogan
Artur Kogan, anche noto come Arthur Kogan (Černivci, 29 gennaio 1974), è uno scacchista ucraino naturalizzato israeliano.
Nato in Ucraina da una famiglia ebraica, si è trasferito in Israele a due anni d'età.
Ha ottenuto il titolo di Maestro Internazionale nel 1994 e di Grande Maestro nel 1998.

## Principali risultati
Nel 1989 si classificò 2°-4° nel campionato del mondo giovanile U14 di Aguadilla (vinto da Veselin Topalov).
Ha vinto molti tornei internazionali, tra cui il torneo di Kecskemét nel 1994, l'open di Vlissingen nel 1996 (davanti a Jan Ehlvest e Vlastimil Hort), l'open di Fourmies nel 1996, il campionato del Québec del 2000 a Montreal, il campionato nordico del 2001 a Bergen (ex æquo con Evgenij Agrest) , il campionato di Parigi nel 2005 (ex æquo con Alberto David).
Dal 2005 risiede in Spagna, dove ha vinto l'open di Tarragona nel 2005, l'open di La Pobla de Lillet nel 2007, l'open "Centro Goya" di Las Palmas nel 2014 e 2017.
Artur Kogan è stato capitano della squadra italiana nelle Olimpiadi degli scacchi del 2010, 2012, 2016 e 2018.
Ha raggiunto il suo massimo rating FIDE in aprile 2005, con 2.592 punti Elo.

## Partite notevoli
Alcune partite di Artur Kogan (su chessgames.com):
- Giovanni Vescovi – Artur Kogan (campionato del mondo U18, 1990):  Partita spagnola C60 (0-1)
- Garri Kasparov – Artur Kogan (Tel Aviv, 1994 [5]):  Difesa siciliana var. Rossolimo (½-½)
- Artur Kogan – Zoltan Gyimesi (Budapest, 1996):  Partita viennese C25 (1-0)
- Artur Kogan – Mark Taimanov (Politiken Cup, 1996):  Partita inglese A30 (1-0)
- Artur Kogan – Luke McShane (Plovdiv, 2010):  Quattro cavalli C48 (1-0)